# Thành phố cảng Liverpool
Thành phố cảng Liverpool từng là một di sản thế giới được UNESCO công nhận tại Liverpool, Anh, bao gồm nhiều tòa nhà và công trình lịch sử nổi tiếng thuộc sáu khu vực trung tâm thành phố Liverpool là Pier Head, Albert Dock, và đường William Brown (Khu phố văn hóa), Khu bảo tồn Dock Stanley, Khu bảo tồn phố Duke/Ropewalks, Khu bảo tồn phố Castle (Khu phố thương mại).
UNESCO đã nhận được đơn đề cử của Hội đồng thành phố cho sáu địa điểm trên vào tháng 1 năm 2003 và vào tháng 9 năm đó gửi ICOMOS đại diện để thực hiện một đánh giá về điều kiện và hiện trạng đối với các công trình được đề cử di sản thế giới. Trong tháng 3 năm 2004, ICOMOS khuyến nghị UNESCO công nhận Thành phố cảng Liverpool như là một di sản thế giới.
Khu vực đã được công nhận là di sản trong phiên họp thứ 28 của Ủy ban Di sản Thế giới vào năm 2004 theo tiêu chuẩn văn hóa ii, iii và iv. Nó được UNESCO công nhận bởi đây là "ví dụ tiêu biểu nhất của một thương cảng tại có ảnh hưởng toàn cầu của nước Anh".
Vào năm 2012, di sản này đã được ghi trong Danh sách di sản thế giới bị đe dọa do việc đề xuất xây dựng dự án Liverpool Waters của thành phố. Nó là một trong hai Di sản thế giới bị đe dọa ở châu Âu (cùng với Các đài kỉ niệm thời trung cổ ở Kosovo).
Vào tháng 7 năm 2017, UNESCO đã cảnh báo rằng danh hiệu Di sản Thế giới có nguy cơ bị hủy bỏ do các đề xuất quy hoạch và phát triển, với việc English Heritage  khẳng định rằng việc phát triển Liverpool Waters được đề xuất sẽ khiến bối cảnh của một số tòa nhà lịch sử quan trọng nhất của Liverpool "bị xâm hại nghiêm trọng", di tích khảo cổ của các phần của bến tàu lịch sử "có nguy cơ bị phá hủy", và "cảnh quan đô thị lịch sử của thành phố... vĩnh viễn mất cân bằng".
Vào tháng 2 năm 2021, ủy ban kế hoạch của Hội đồng thành phố Liverpool đã phê duyệt sân vận động bóng đá 500 triệu bảng mới của Everton FC ở Bramley-Moore Dock, trong Liverpool Waters. Quyết định này đã được phê chuẩn bởi Bộ trưởng Ngoại giao về Nhà ở, Cộng đồng và Chính quyền địa phương, Robert Jenrick, dân biểu Nghị viện Anh, vào tháng 3.  Vào tháng 7 năm 2021, Ủy ban Di sản Thế giới đã bỏ phiếu biểu quyết tước bỏ danh hiệu di sản thế giới được UNESCO công nhận.

## Địa điểm
Di sản Thành phố cảng Liverpool bao gồm sáu khu vực ở trung tâm thành phố, mỗi một khu vực liên quan đến yếu tố và khoảng thời gian khác nhau của lịch sử hàng hải Liverpool. Các khu vực kéo rộng khoảng 4 km về phía nam, dọc theo bờ sông của thành phố và chiều dài từ Đông sang Tây khoảng 1 km với tổng diện tích là 136 ha.

### Pier Head
Pier Head là tâm điểm bên bờ sông của Liverpool và bị chi phối bởi ba điểm mốc dễ nhận biết nhất của nó: tòa nhà Royal Liver, tòa nhà Cảng Liverpool và tòa nhà Cunard được gọi chung là ba tòa nhà Grace, đứng sừng sững như là một minh chứng cho sự giàu có của thành phố trong thời gian cuối thế kỷ 19 và đầu thế kỷ 20, khi Liverpool là một trong những cảng quan trọng nhất trên thế giới. Ban đầu kế hoạch bảo tồn thêm một tòa nhà thứ tư có tên là Cloud và được thiết kế bởi Will Alsop, tuy nhiên nó đã bị cắt giảm vào năm 2004. Ngày nay, tại vị trí đó trở thành Bảo tàng Liverpool mới, mở cửa vào ngày 19 tháng 7 năm 2011. Sau cảng Liverpool là Tháp George's Dock Ventilation được xây dựng theo trường phái nghệ thuật Art Deco, mang thiết kế bị ảnh hưởng nhiều bởi phong cách kiến trúc Ai Cập. Đây cũng là một phần của bức tường cổ George's Dock, một trong số các đài tưởng niệm được dựng lên vào cuối thế kỷ 18, trong đó đó có một đài tưởng niệm được xây dựng để tôn vinh các kỹ sư của con tàu Titanic, đó là Đài tưởng niệm Các kỹ sư Anh hùng của con tàu Titanic.
Danh sách các tòa nhà được liệt kê
| - Tòa nhà Royal Liver (Cấp I) - Tòa nhà Cảng Liverpool (Cấp II*) - Tòa nhà Cunard (Cấp II*) - Đài tưởng niệm Chiến tranh Cunard (Cấp II) |  |  |  |  |  |  |  |  |  |  |  |  |  |  |  |  |  |  |  |  |  |  |  |  |  |  |  |  |  |  |  |  |  |  |  |  |  |  |  |  | - Tháp George's Dock Ventilation (Cấp II) - Đài tưởng niệm Edward VII (Cấp II) - Đài tưởng niệm Sir Alfred Jones (Cấp II) - Đài tưởng niệm Các kỹ sư Anh hùng của con tàu Titanic (Cấp II) |

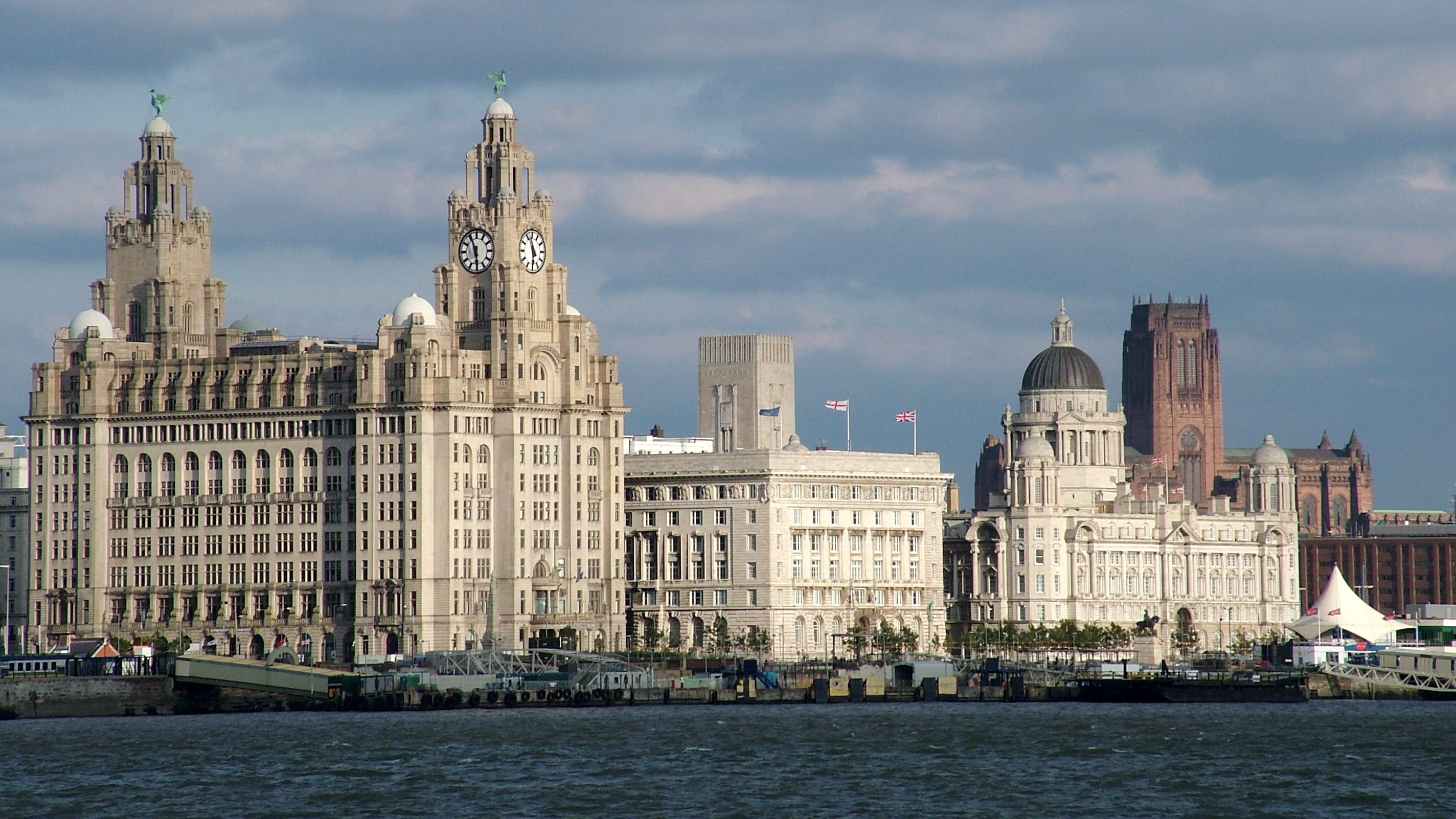
Pier Head
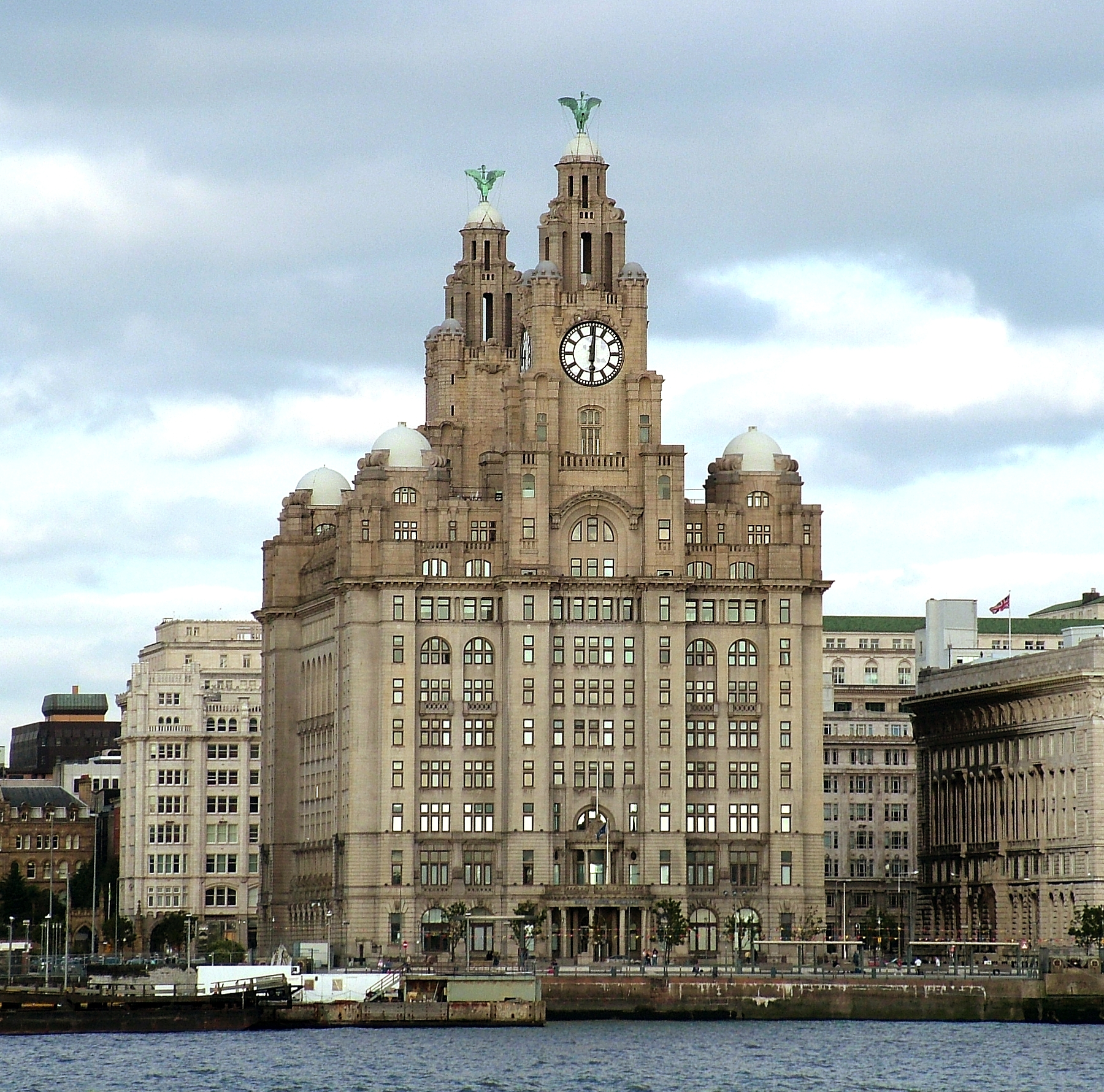
Tòa nhà Royal Liver
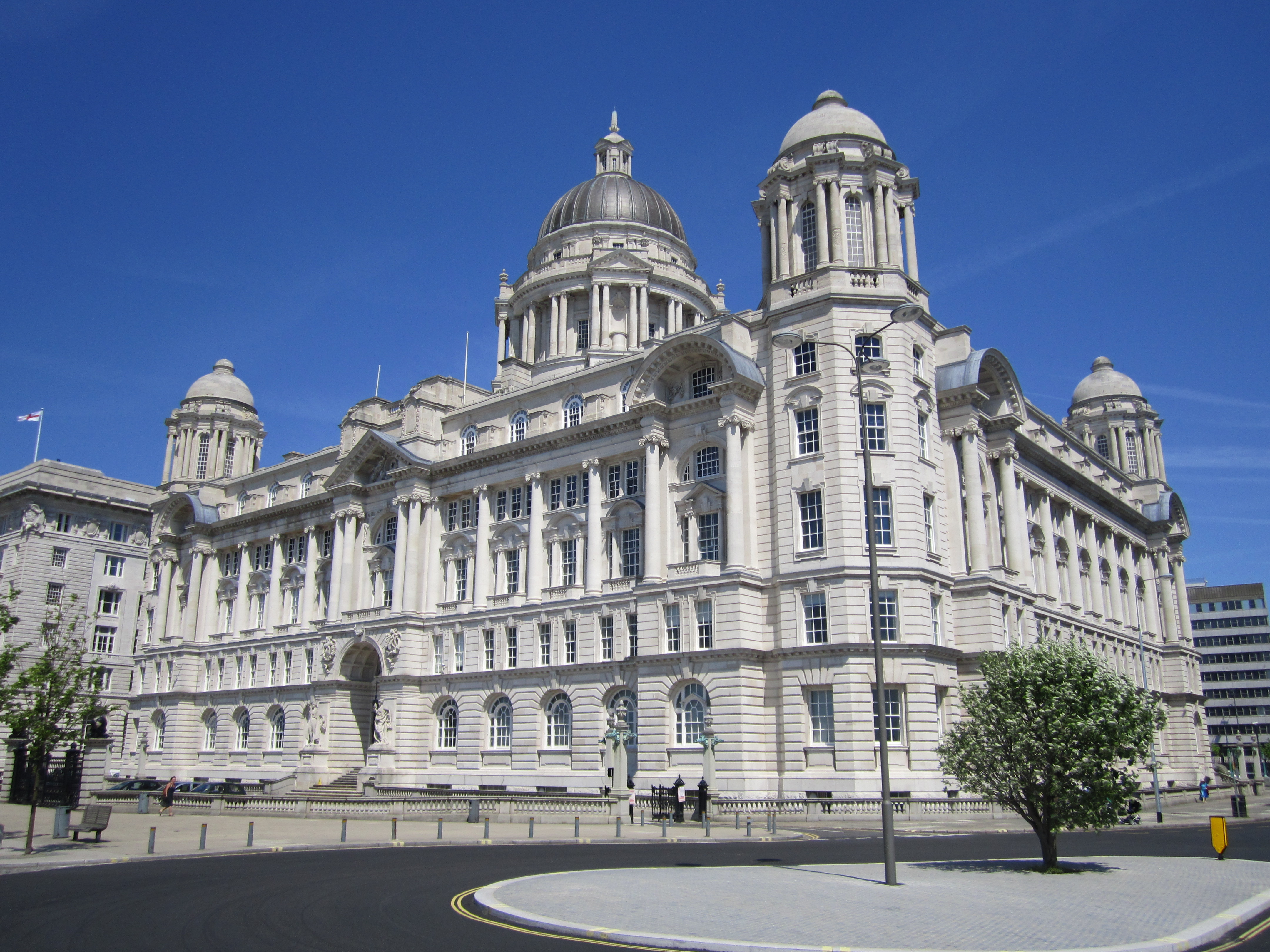
Tòa nhà Cảng Liverpool
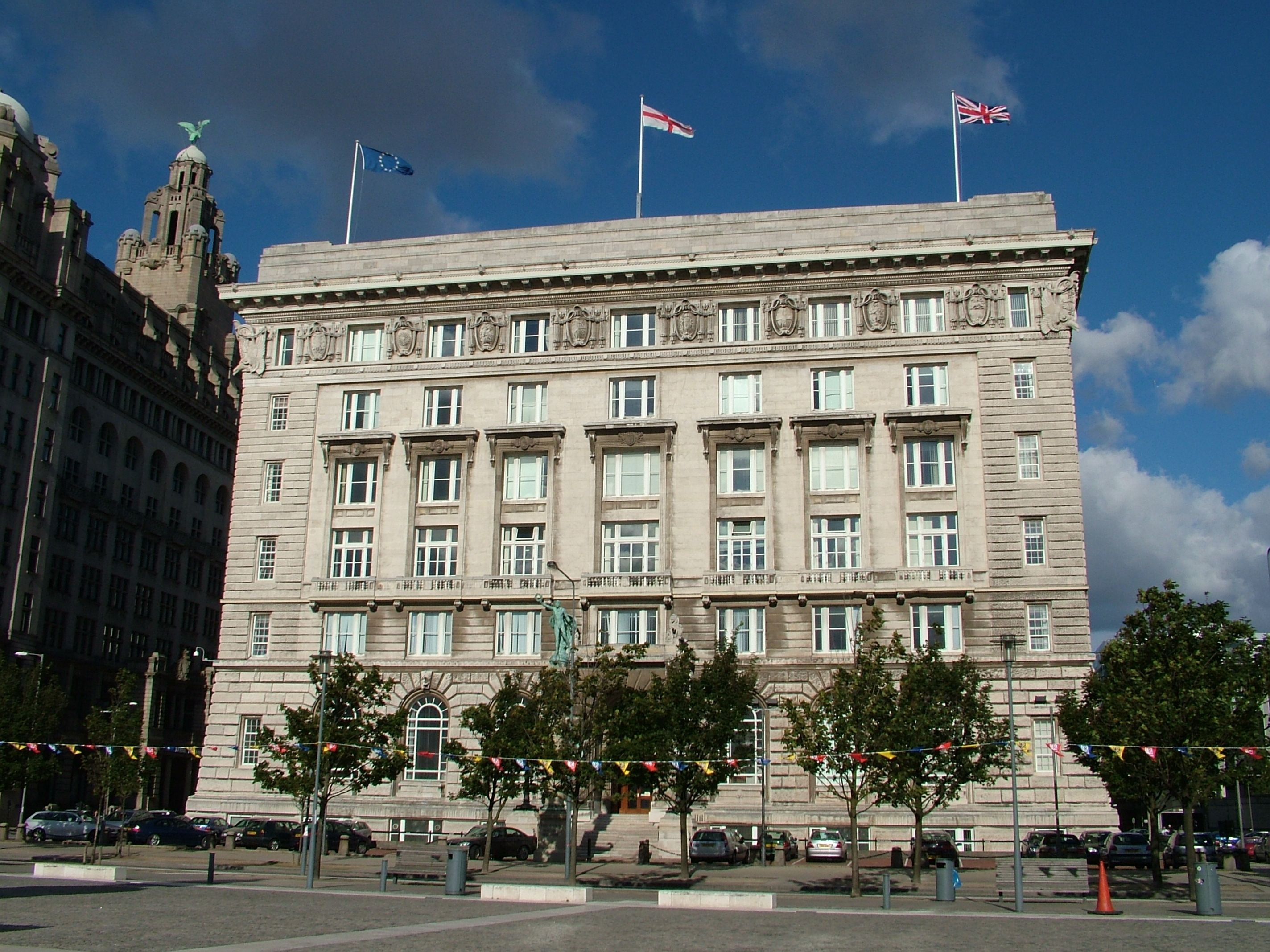
Tòa nhà Cunard
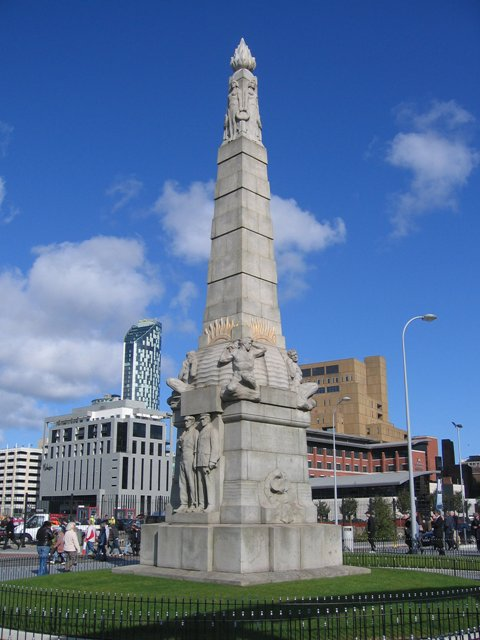
Đài tưởng niệm Các kỹ sư Anh hùng của con tàu Titanic

### Albert Dock
Albert Dock (Bến tàu Albert) là một khu phức hợp bao gồm các tòa nhà, bến tàu và kho nằm ở phía nam của Pier Head. Được thiết kế bởi Jesse Hartley và Philip Hardwick mở cửa vào năm 1846, kho Albert Dock là nơi đầu tiên trên thế giới hoàn toàn chống được cháy, do xây dựng hoàn toàn bằng sắt, gạch đá, và không hề có kết cấu nào bằng gỗ. Nó thể hiện sự tiến bộ trong công nghệ lắp ráp với việc là nơi đầu tiên có cần cẩu thủy lực. Trong thời gian Chiến tranh Thế giới II, các tòa nhà bị hư hại đáng kể và sự suy giảm nói chung trong thành phố sau khi kết thúc chiến tranh đã khiến chúng nhanh chóng rơi vào cảnh hoang phế. Trong những năm 1980, khu vực này đã trải qua cuộc tái sinh khổng lồ nhờ sự sáng tạo của Tổng công ty Phát triển vùng Merseyside và khu vực này đã được mở cửa trở lại cho công chúng vào năm 1984. Ngày nay, chúng tạo thành một tâm điểm du lịch trong thành phố, đó là các tòa nhà triển lãm Tate Liverpool, Bảo tàng Hàng hải Merseyside và Tòa nhà triển lãm The Beatles. Chúng cũng được coi là bộ sưu tập lớn nhất trong số tất cả các tòa nhà được liệt kê ở bất cứ nơi nào khác tại nước Anh.
Danh sách các tòa nhà được liệt kê
| - Kho Albert Dock: - Nhà kho A - Atlantic Pavilion (Cấp I) - Nhà kho B - Britannia Pavilion (Cấp I) - Nhà kho C - The Colonnades (Cấp I) - Nhà kho D - Bảo tàng Hàng hải Merseyside (Cấp I) - Nhà kho E - Edward Pavilion (Cấp I) - Văn phòng Dock Traffic (Cấp I) - Nhà kho Wapping (Cấp II*) - Trạm bơm thủy lực phía Đông (Cấp II) - Nhà Giám đốc bến tàu (Cấp II) - Canning Dock (Cấp II) - Bức tường ngăn thủy triều Canning Dock (Cấp II) - Canning Graving Dock (Cấp II) |  |  |  |  |  |  |  |  |  |  |  |  |  |  |  |  |  |  |  | - Cooperage (Cấp II) - Dock Master's Office (Cấp II) - Bức tường chắn biển Đảo Canning (Cấp II) - Cửa ra vào Albert Dock (Cấp II) - Ba tượng người bảo vệ Canning Dock (Cấp II) - Trạm bơm, Đảo Mann (Cấp II) - Salthouse Dock (Cấp II) - Dukes Dock (Cấp II) - Bức tường chắn biển Albert Dock (Cấp II) - Cầu Hartley (Cấp II) - Cầu Rennie (Cấp II) - Tháp thủy lực tại Wapping Dock (Cấp II) - Tháp Gatekeeper tại Wapping Dock (Cấp II) - Lưu vực thoát nước trạm bơm (Cấp II) |

Toàn cảnh Albert Dock ngày nay.

### Khu bảo tồn Dock Stanley
Khu vực bảo tồn Stanley Dock nằm ở phía bắc của Pier Head, bao gồm dải lớn kết nối trung tâm của Liverpool. Tại đây có một số bến tàu bao gồm Stanley Dock, Collingwood Dock, Salisbury Dock, Clarence Dock và Drydock; kênh đào Leeds và Liverpool và các âu tàu liên quan; cùng nhiều cây cầu, cột neo tàu và tời. Hai trong số các bến tàu là Clarence Dock và Drydock đáng chú ý như là các bến tàu lâu đời nhất vẫn còn được sử dụng trong thành phố cho đến ngày nay, chúng có niên đại từ năm 1830, mặc dù chúng còn chưa hoàn thành hết cho đến năm 1848. Trong số các tòa nhà tại khu vực nổi bật nhất là Tháp đồng hồ Victoria và Kho thuốc lá Stanley Dock, một trong những tòa nhà bằng gạch lớn nhất thế giới.
Danh sách các tòa nhà được liệt kê
- Nhà kho mạn phía Bắc của Stanley Dock (Cấp II*)
- Kho chè ngoại quan, phố Great Howard (Cấp II)
- Clarence Graving Docks (Cấp II)
- Ranh giới tường từ Collingwood Dock tới Huskisson Dock (Cấp II)
- Văn phòng của Dock Master, Salisbury Dock (Cấp II)
- Các bức tường còn lại của Salisbury, Collingwood và Stanley, Nelson và Bramley-Moore Dock (Cấp II)
- Kho thuốc lá Stanley Dock (Cấp II)
- Lối vào khu tổ hợp cảng Stanley Dock (Cấp II)
- Các âu tàu giữa Kênh Stanley Dock - kênh đào Leeds và Liverpool (Cấp II)
- Cầu cảng và bức tường ranh giới Princes Dock (Cấp II)
- Tháp thủy lực phía Tây của Nhà kho Bắc Stanley (Cấp II)
- Tháp Victoria (Cấp II)
- Nhà kho phía Nam của Kho thuốc lá Stanley (Cấp II)
- Nhà kho Waterloo (Cấp II)

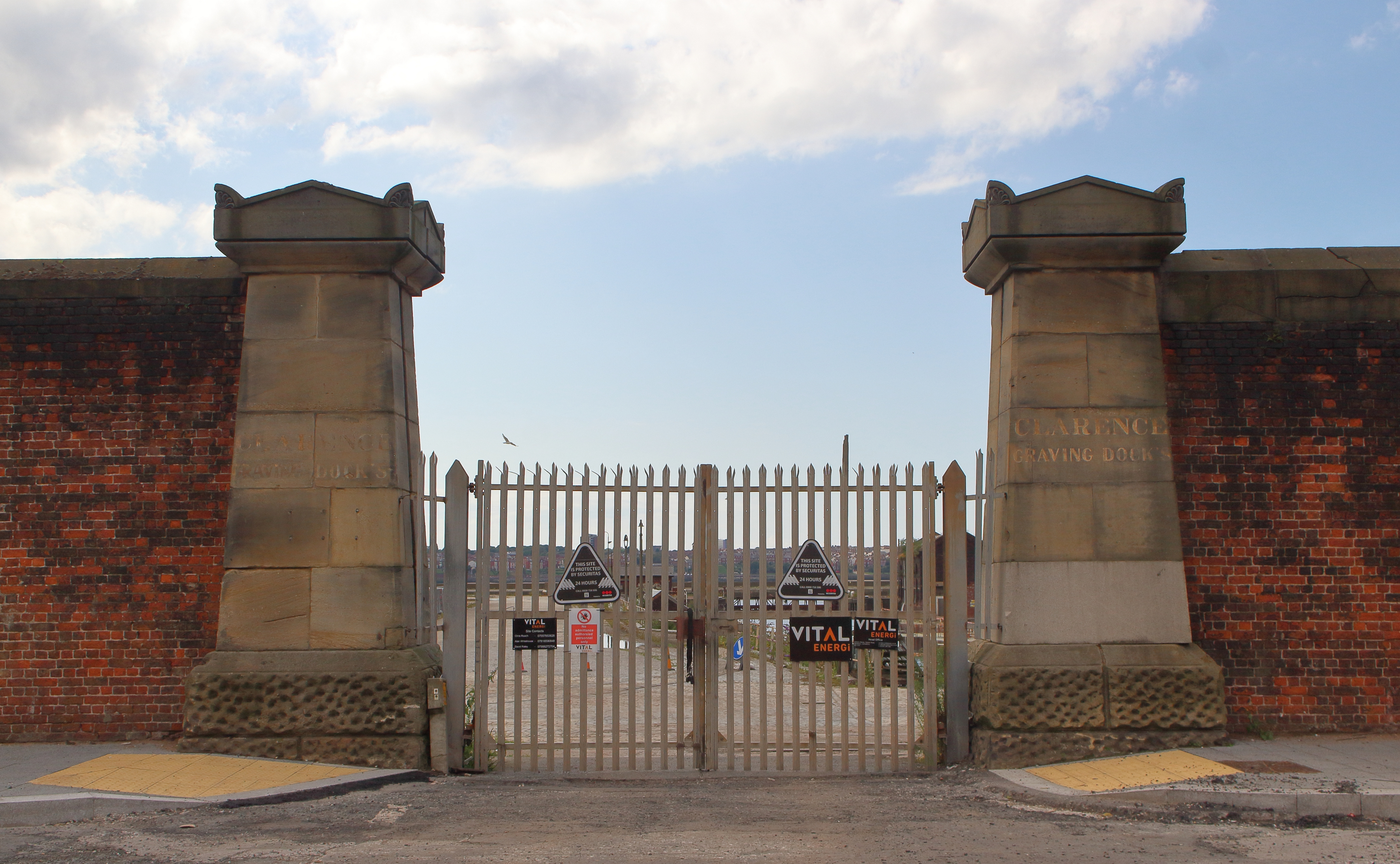
Cổng ra vào cùng bức tường còn lại của Clarence Dock
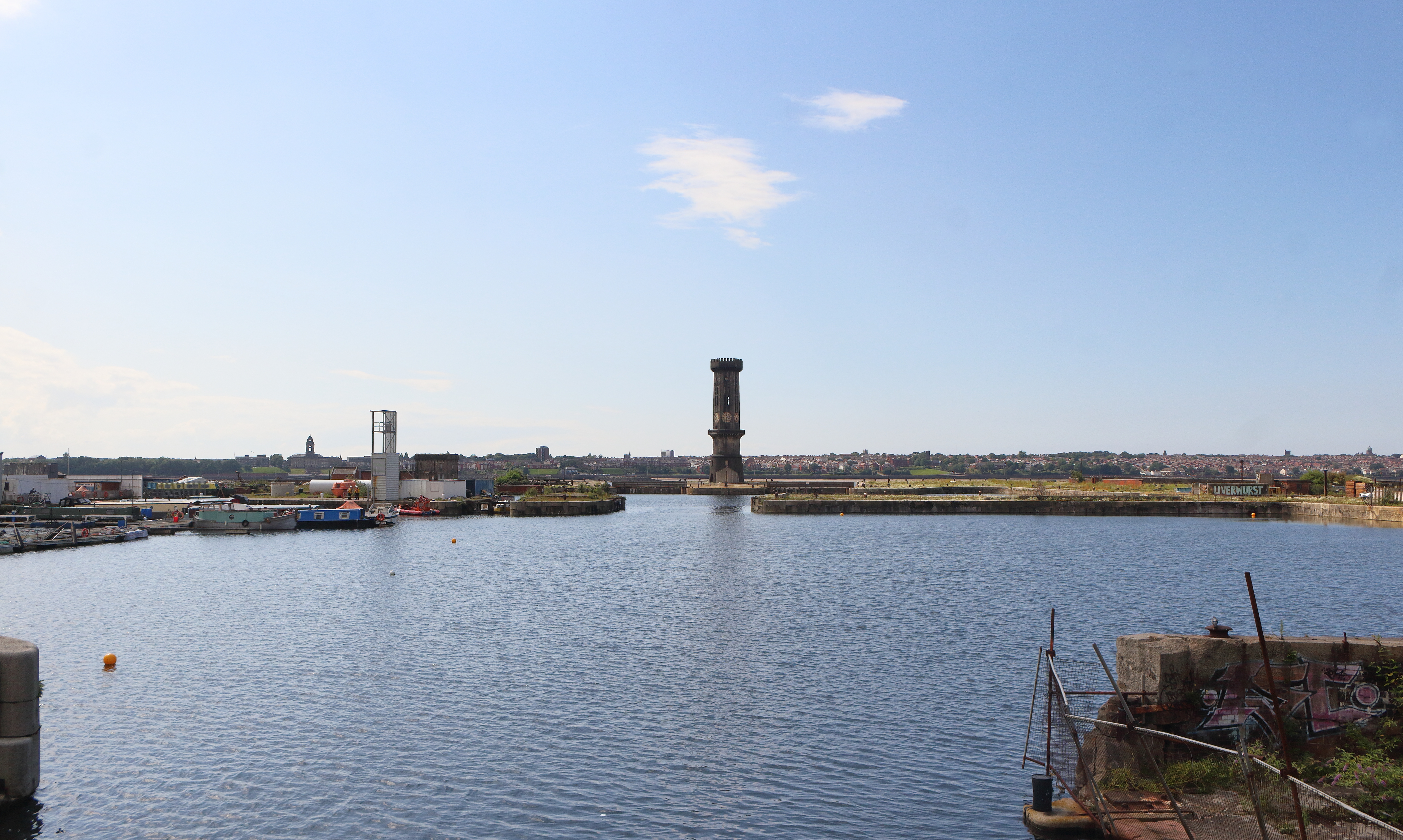
Cảng tàu Collingwood Dock
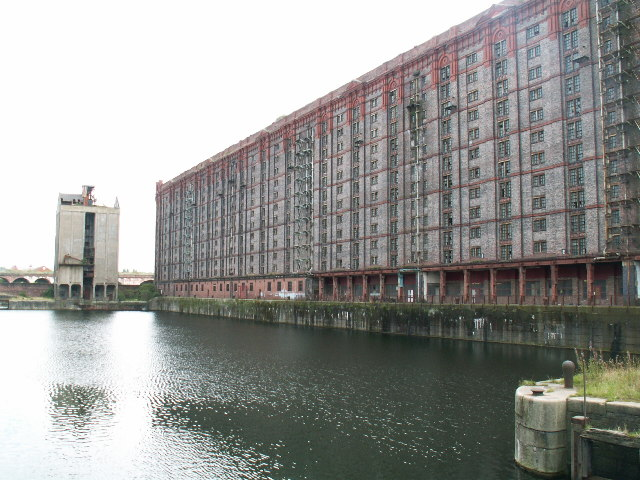
Nhà kho thuốc lá Stanley Dock
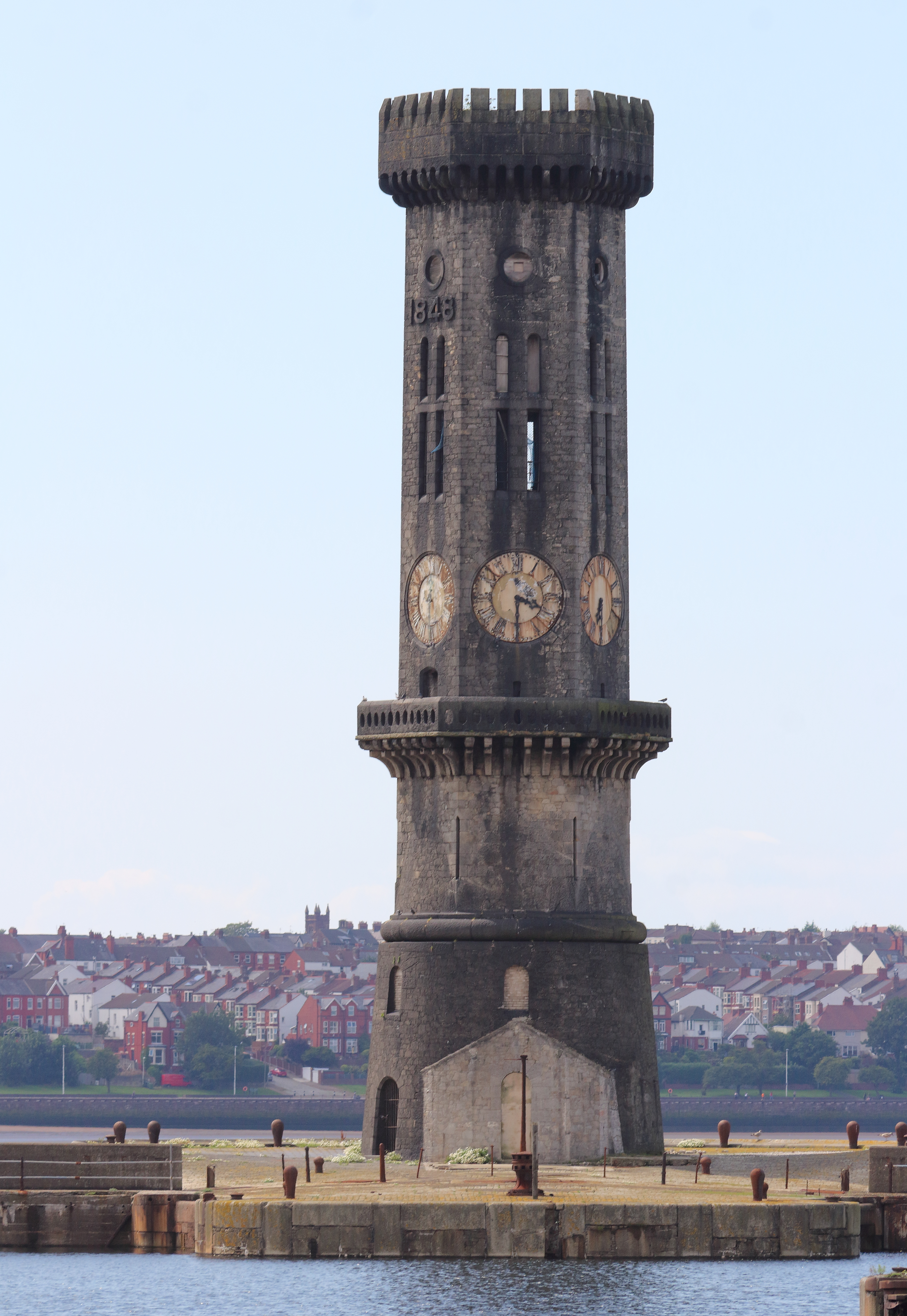
Tháp Victoria

### Khu bảo tồn phố Duke/Ropewalks
Ropewalks bao gồm các phần phía tây và nam của khu bảo tồn phố Duke, cũng như hai nhà kho của trường Cao đẳng Lane và tòa nhà Bluecoat Chambers trên đường đó. Đây là một trong những khu vực phát triển đầu tiên trong thành phố khi Liverpool là một cảng mới nổi, với Bluecoat Chambers là tòa nhà lâu đời nhất trong trung tâm thành phố Liverpool, có niên đại từ năm 1715. Gần đó là Old Dock, bến tàu nổi đầu tiên trên thế giới, có nghĩa là nó đã được các nhà đầu cơ bất động sản đầu tiên của thành phố đầu tư xây dựng cùng với cả một hệ thống kho bãi và khu dân cư dọc theo phố Duke, Hannover, và Bold. Khu vực này sớm phát triển và thu hút nhiều thành phần dân cư, trong đó có thuyền trưởng, thương nhân và cả thợ thủ công. Hiện nay khu vực này được biết đến như Ropewalks, một tham chiếu đến số lượng lớn các đường đặt dây cáp roperies hiện diện trong khu vực khi Liverpool là một trong những cảng bận rộn nhất trên thế giới trong thế kỷ 18 và 19.
Danh sách các tòa nhà được liệt kê
| - Bluecoat Chambers (Cấp I) - 105 Phố Duke (Cấp II) - Nhà trừng giới (Nhà tập trung trẻ em hư để cải tạo) (Cấp II) - Kho và nhà của Thomas Parr (Cấp II) - 12 Phố Hanover (Cấp II) - 33 Phố Argyle (Cấp II) |

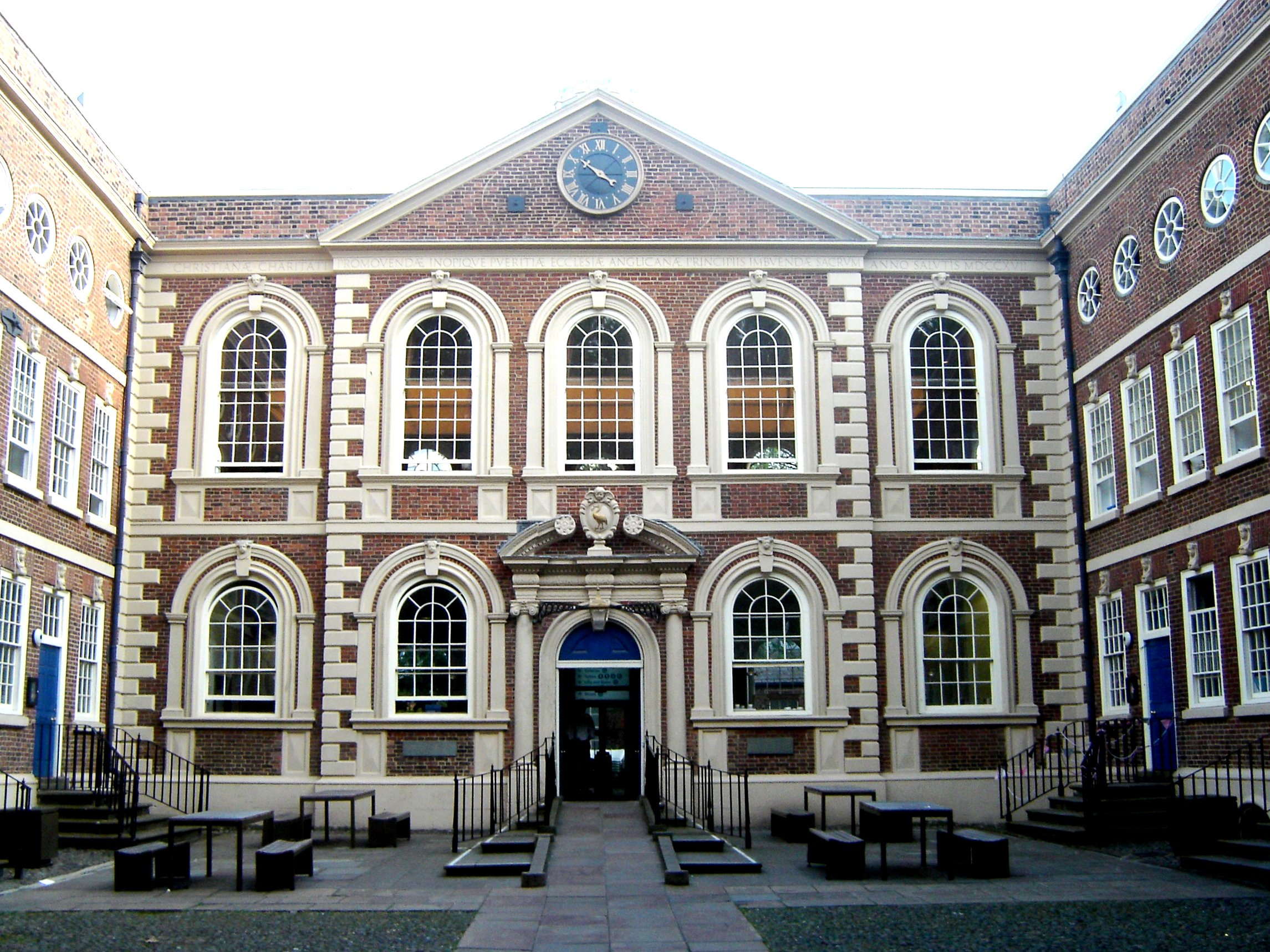
Bluecoat Chambers
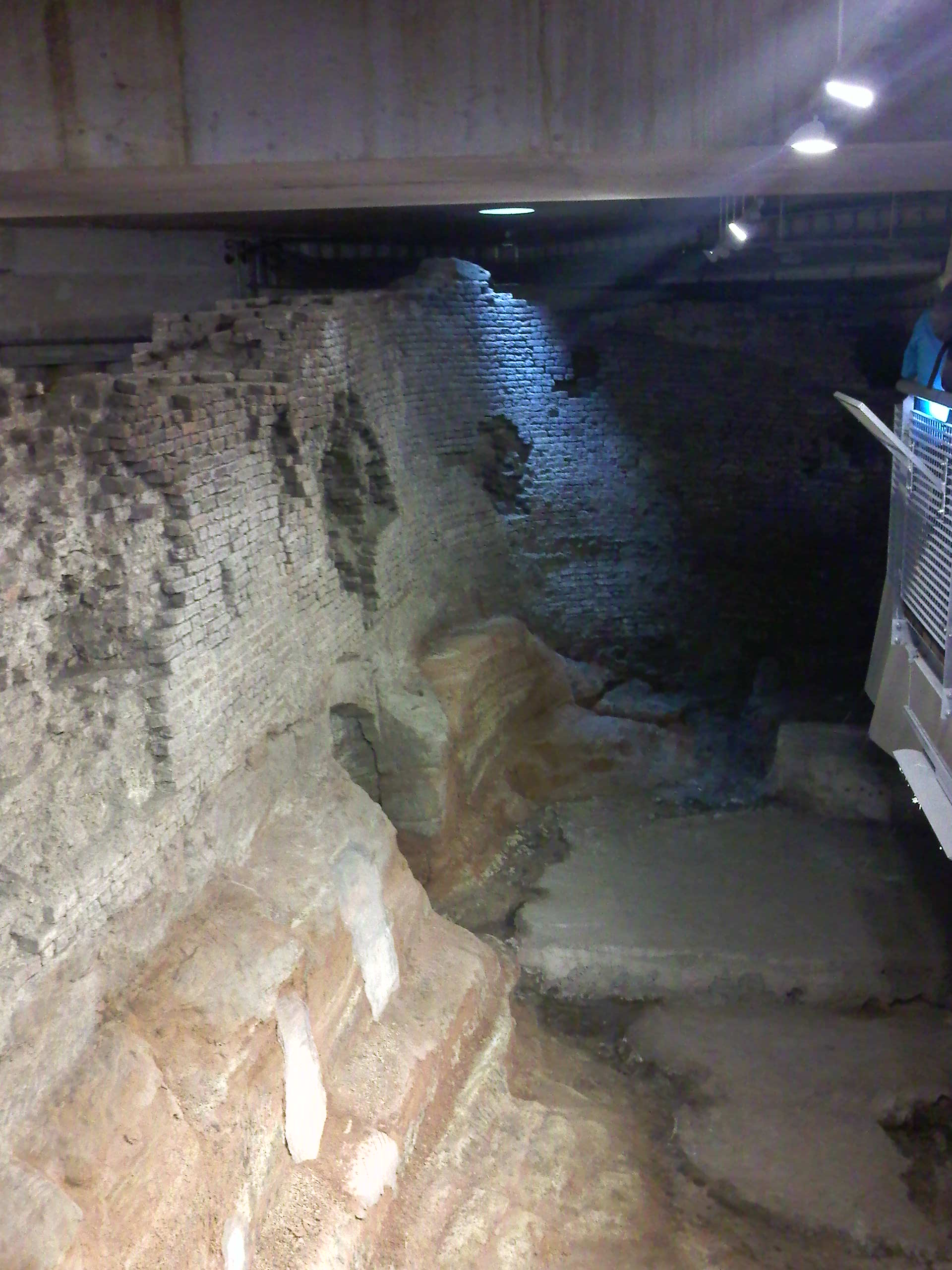
Các bức tường còn lại của Old Dock

### Khu phố thương mại/Khu bảo tồn đường Castle
Đây là một phần quan trọng của di sản thành phố cảng Liverpool với các tòa nhà thời trung cổ trên phố Castle bị chi phối một đầu là tòa thị chính của thành phố, liên kết với con đường Tòa thị chính cũ bởi đài tưởng niệm Exchange Flags, hai con phố Victoria và Dale cùng các đường nước. Ngày nay, đây là một trung tâm cho hoạt động thương mại trong thành phố, khu vực này đã chứng minh được vai trò phát triển trong hơn ba thế kỷ cùng sự tráng lệ của các tòa nhà và kiến trúc nơi đây.
Danh sách các tòa nhà được liệt kê
| - Tòa thị chính Liverpool (Cấp I) - Tòa nhà Ngân hàng Xây dựng Anh, Phố Castle (Cấp I) - Tòa nhà Oriel Chambers, Phố Water (Cấp I) - Khách sạn Trials, Phố Castle (Cấp II*) - Tòa nhà White Star, Phố James (Cấp II*) - Ngân hàng Adelphi, Phố Castle (Cấp II*) - Tòa nhà Ngân hàng Quốc gia Westminster, Phố Castle (Cấp II*) - Tòa nhà Bảo hiểm Liverpool và London, Phố Dale (Cấp II*) - Tòa nhà Bảo hiểm Hoàng gia Anh, Phố Dale (Cấp II*) - Tòa nhà Municipal, Phố Dale (Cấp II*) - Đài tưởng niệm Nelson, Exchange Flags (Cấp II*) - Tòa nhà Fowler, Phố Victoria (Cấp II*) - Tòa nhà Tower, Phố Water (Cấp II*) - Tòa nhà Ngân hàng Barclays (trước đây là Ngân hàng Martins), Phố Water (Cấp II*) - Tòa nhà Công đoàn Norwich, Phố Castle (Cấp II) - Ngân hàng Heywood, Phố Brunswick (Cấp II) - Tòa nhà Hargreaves, Phố Chapel (Cấp II) - 48-50 Phố Castle (Cấp II) - Tòa nhà của Công ty Bảo hiểm Hàng hải Anh và quốc tế, Phố Castle (Cấp II) - Tòa nhà Bảo hiểm Queen, Phố Dale (Cấp II) - Tòa nhà Bảo hiểm Quốc gia, Phố Dale (Cấp II) - Tòa nhà Công đoàn Hàng hải, Phố Dale (Cấp II) |  |  |  |  |  |  |  |  |  |  |  |  |  |  |  |  |  |  |  | - Tòa nhà Rigby, Phố Dale (Cấp II) - Đền thờ, Phố Dale (Cấp II) - Tòa nhà trụ sở chính bảo hiểm Prudential, Phố Dale (Cấp II) - Imperial Chambers, Phố Dale (Cấp II) - Municipal Annexe, Phố Dale (Cấp II) - Westminster Chambers, Phố Dale (Cấp II) - Tòa án sơ thẩm thành phố, Phố Dale (Cấp II) - 135-139 Phố Dale (Cấp II) - Tòa nhà Granite, Phố Stanley (Cấp II) - Mersey Chambers, Phố Nicholas' Churchyard (Cấp II) - Đài tưởng niệm Nữ hoàng Victoria, Quảng trường Derby (Cấp II) - Tòa nhà Trung tâm, Phố North John (Cấp II) - 18-22 Phố North John (Cấp II) - Tòa nhà Ashcroft, Phố Victoria (Cấp II) - Nhà Công đoàn, Phố Victoria (Cấp II) - Tòa nhà Jerome và Carlisle, Phố Victoria (Cấp II) - Tòa nhà India, Phố Water (Cấp II) - Tòa nhà General Accident, Phố Water (Cấp II) |  |

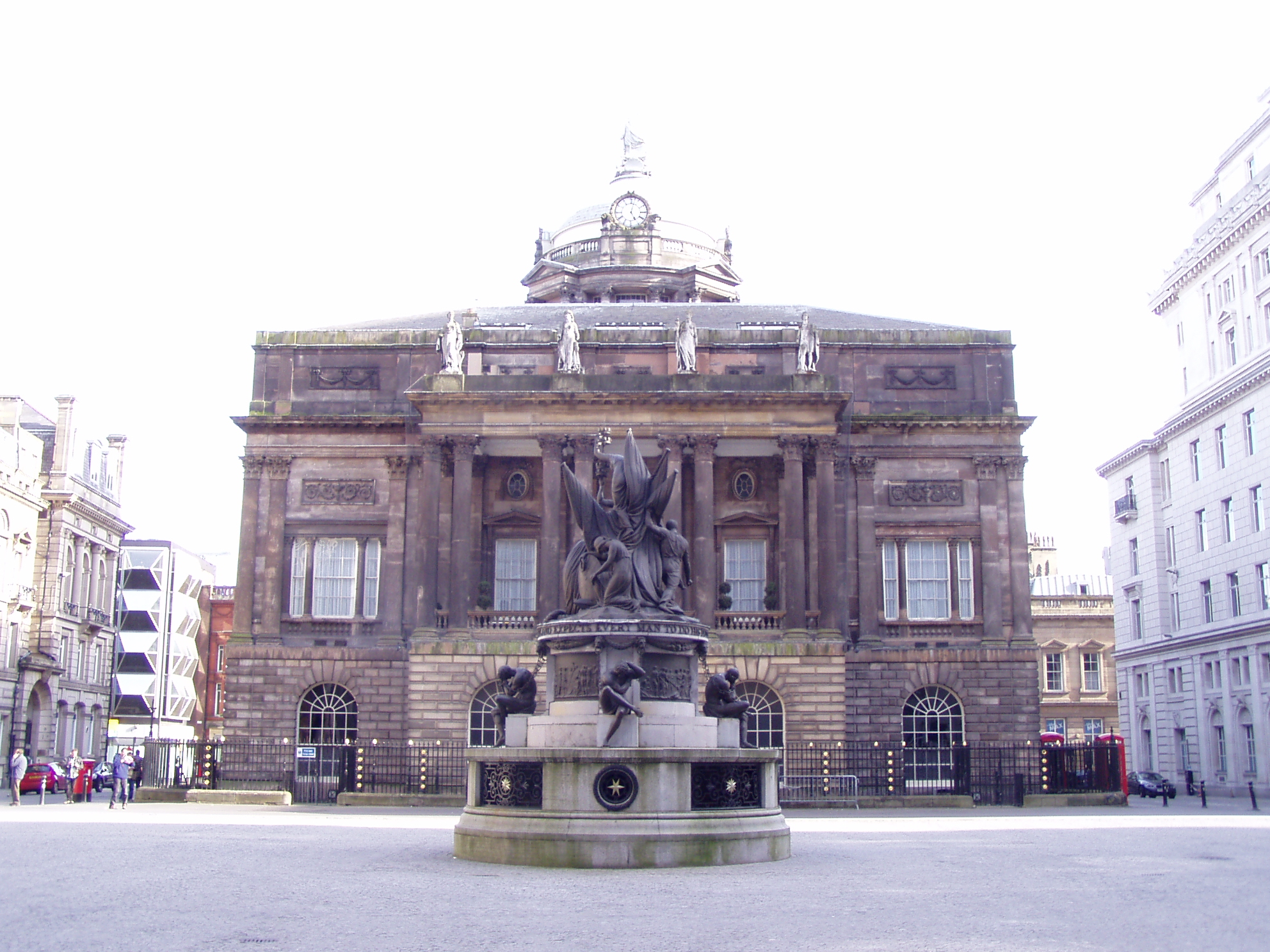
Tòa thị chính cùng đài tưởng niệm Nelson (Exchange Flags)
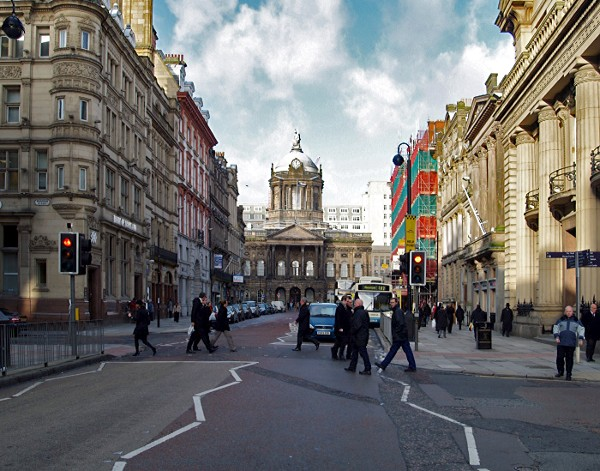
Con đường Castle với tòa thị chính ở phía xa
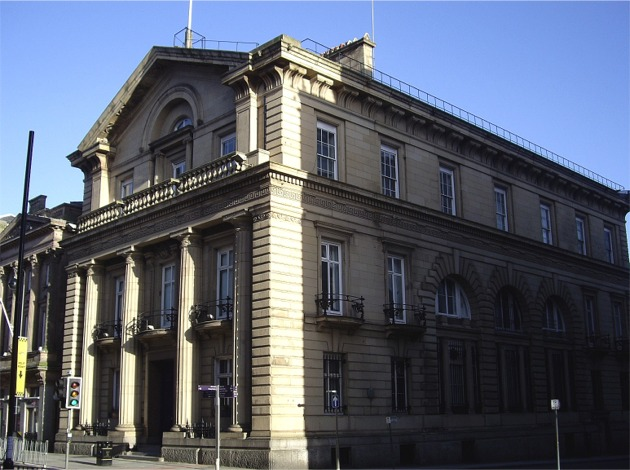
Tòa nhà Ngân hàng Xây dựng Anh, Liverpool
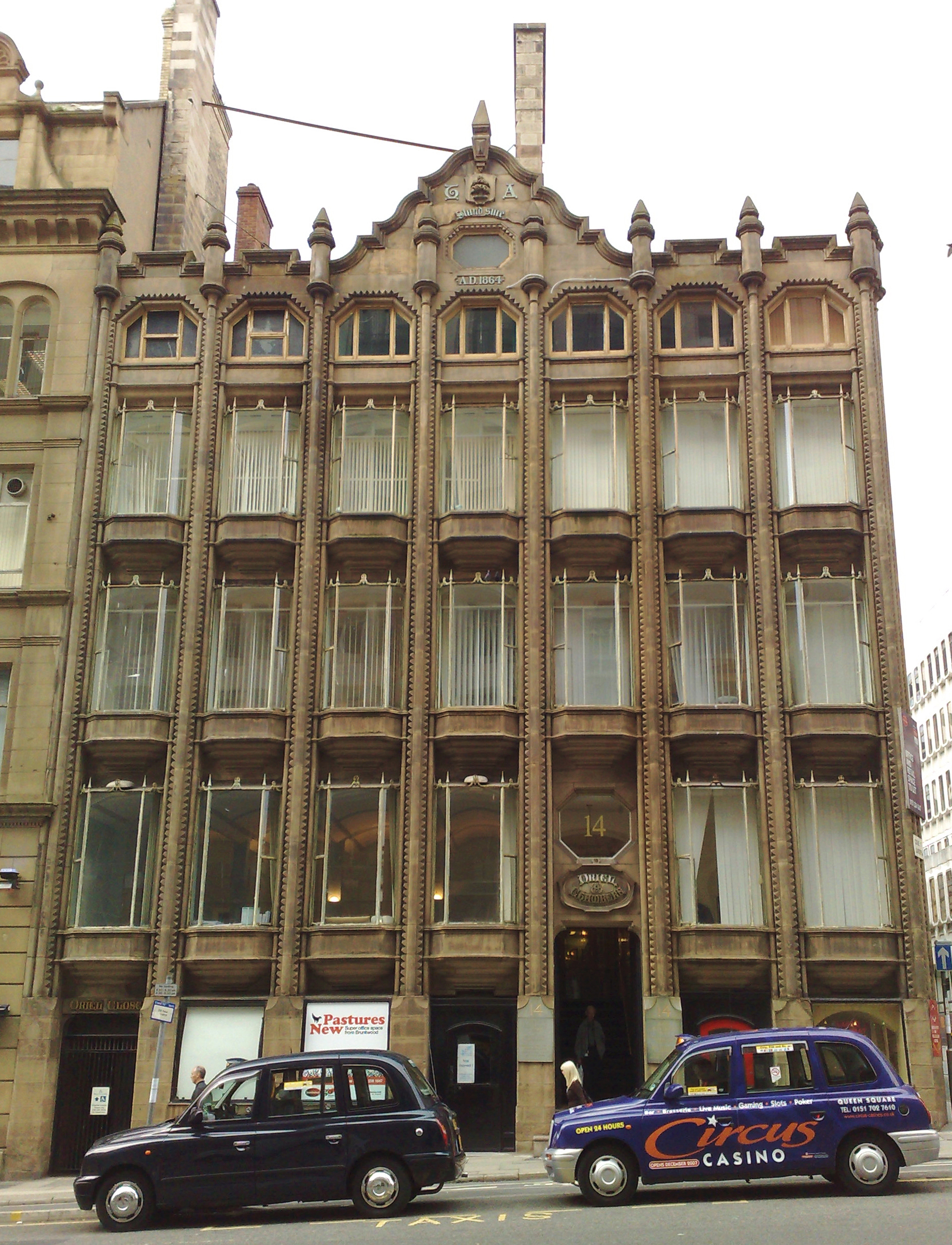
Tòa nhà Oriel Chambers, tòa nhà đầu tiên trên thế giới có khung kim loại và cùng các tường chắn bằng kính
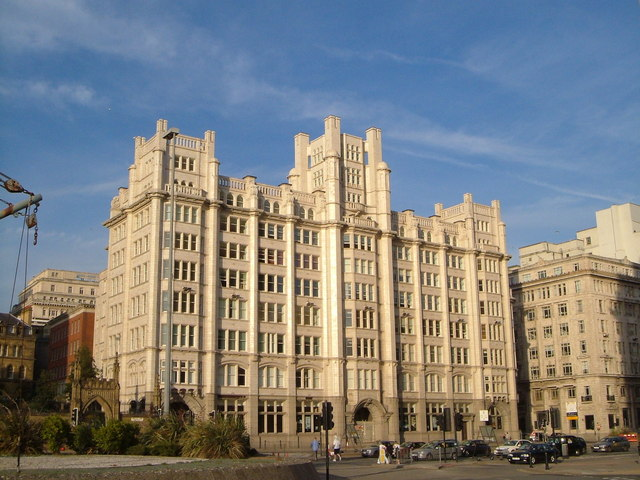
Tòa nhà Tower
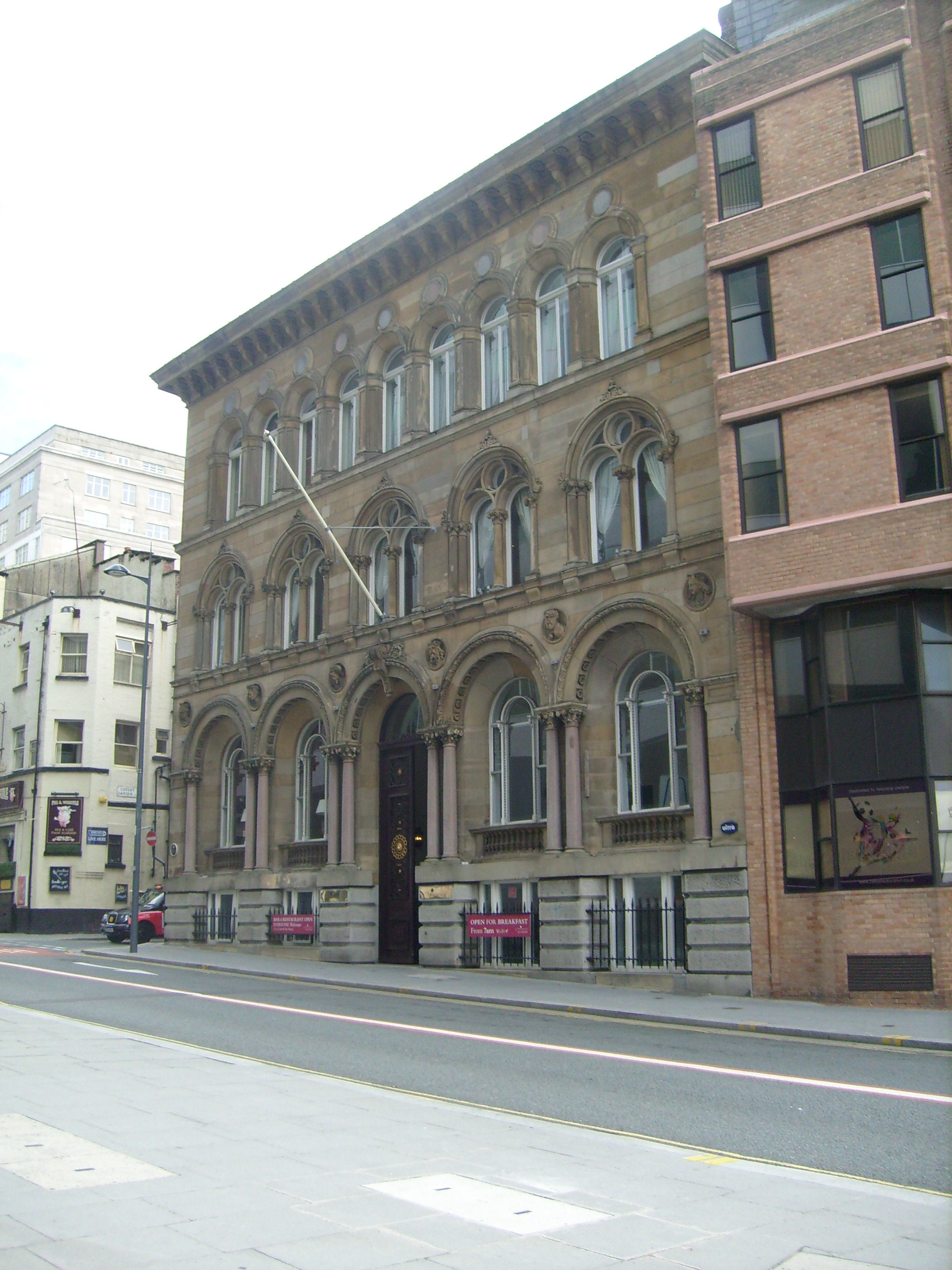
Tòa nhà Hargreave
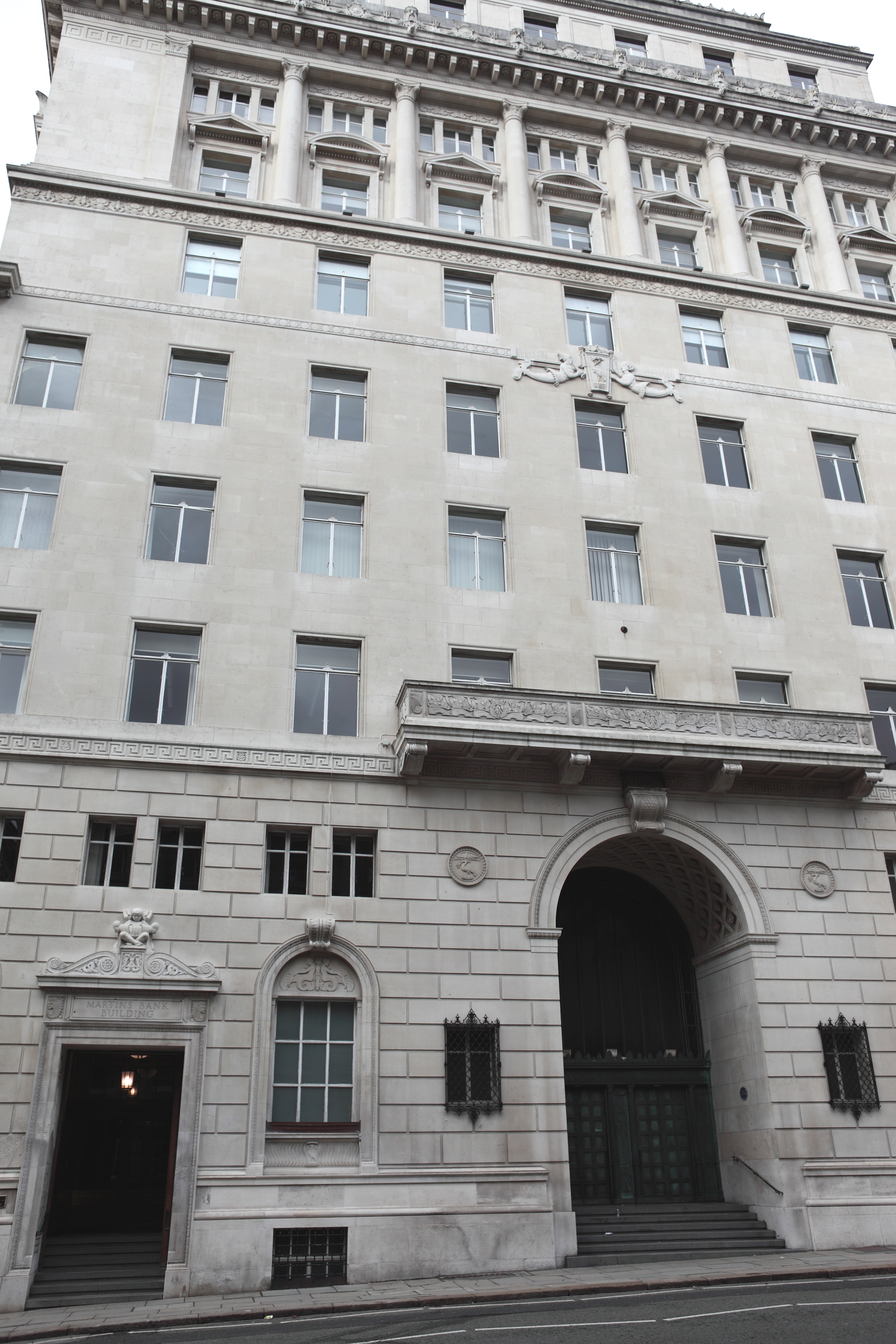
Tòa nhà ngân hàng Barclays
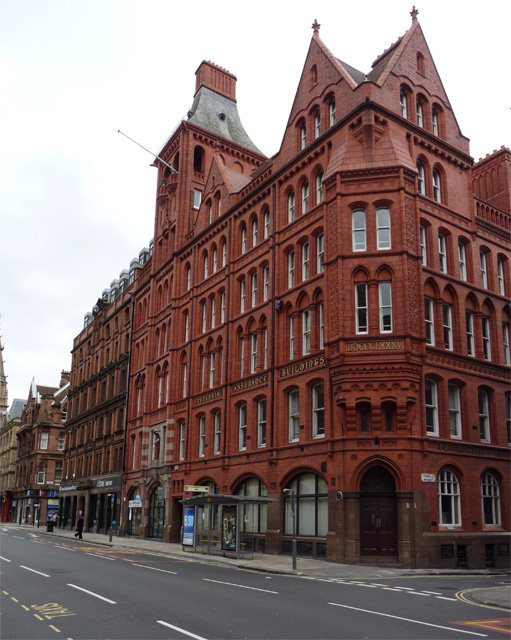
Tòa nhà trụ sở Prudential, Liverpool

### Khu phố văn hóa/Khu vực bảo tồn đường William Brown
Khu vực đường phố William Brown là điểm trung tâm của nhiều tòa nhà dân sự Liverpool tạo thành một cái gọi là "trung tâm văn hóa". Trong số các tòa nhà mà là phần quan trọng của di sản thế giới tại đây có Hội trường St George, Nhà ga xe lửa Lime Street, Thư viện Nghệ thuật Walker, Bảo tàng Thế giới Liverpool, Khách sạn North Western và lối vào đường hầm Queensway.
Danh sách các tòa nhà được liệt kê
| - Hội trường St George (Cấp I) - Đài tưởng niệm Liverpool (Cấp I) - Bảo tàng và Thư viện William Brown (Cấp II*) - Phòng Picton Reading và Thư viện Hornby (Cấp II*) - Nhà County Sessions (tòa án hạt) (Cấp II*) - Đại học Công nghệ và Bảo tàng Extension (Cấp II*) - Đài tưởng niệm Wellington (Cấp II*) - Đài phun nước Steble (Cấp II*) - Nhà ga xe lửa Lime Street (Cấp II) - Lime Street Chambers (Cấp II) - Nhà hát Empire (Cấp II) - Lối vào Đường hầm Queensway (Cấp II) - Vườn St John (Cấp II) |  |  |  |  |  |  |  |  |  |  |  |  |  |  |  |  |  |  |  | - Bốn bức tượng đá sư tử nằm nghiêng (Cấp II) - Tượng cưỡi ngựa của Hoàng tử Albert (Cấp II) - Tượng cưỡi ngựa của Nữ hoàng Victoria (Cấp II) - Bức tượng của Bá tước Beaconsfield, Benjamin Disraeli (Cấp II) - Bức tượng của thiếu tướng Earle (Cấp II) - Bức tượng của Alexander Balfour (Cấp II) - Bức tượng của William Rathbone (Cấp II) - Bức tượng của Sir Arthur Bower Forwood (Cấp II) - Bức tượng của William Gladstone (Cấp II) - Bức tượng của Monsignor James Nugent (Cấp II) - Bức tượng của Canon T. Major Lester (Cấp II) - Bức tượng tôn vinh Đoàn của Đức vua (Cấp II) |

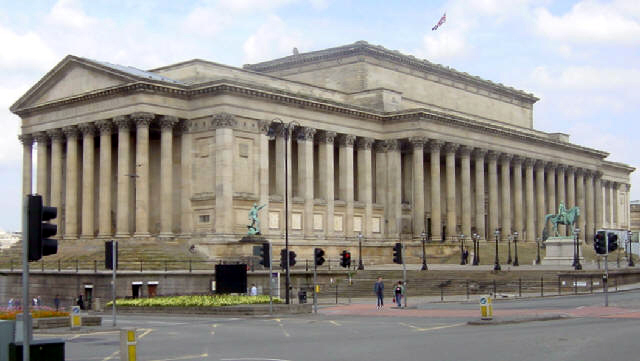
Hội trường St George nhìn từ phố Lime
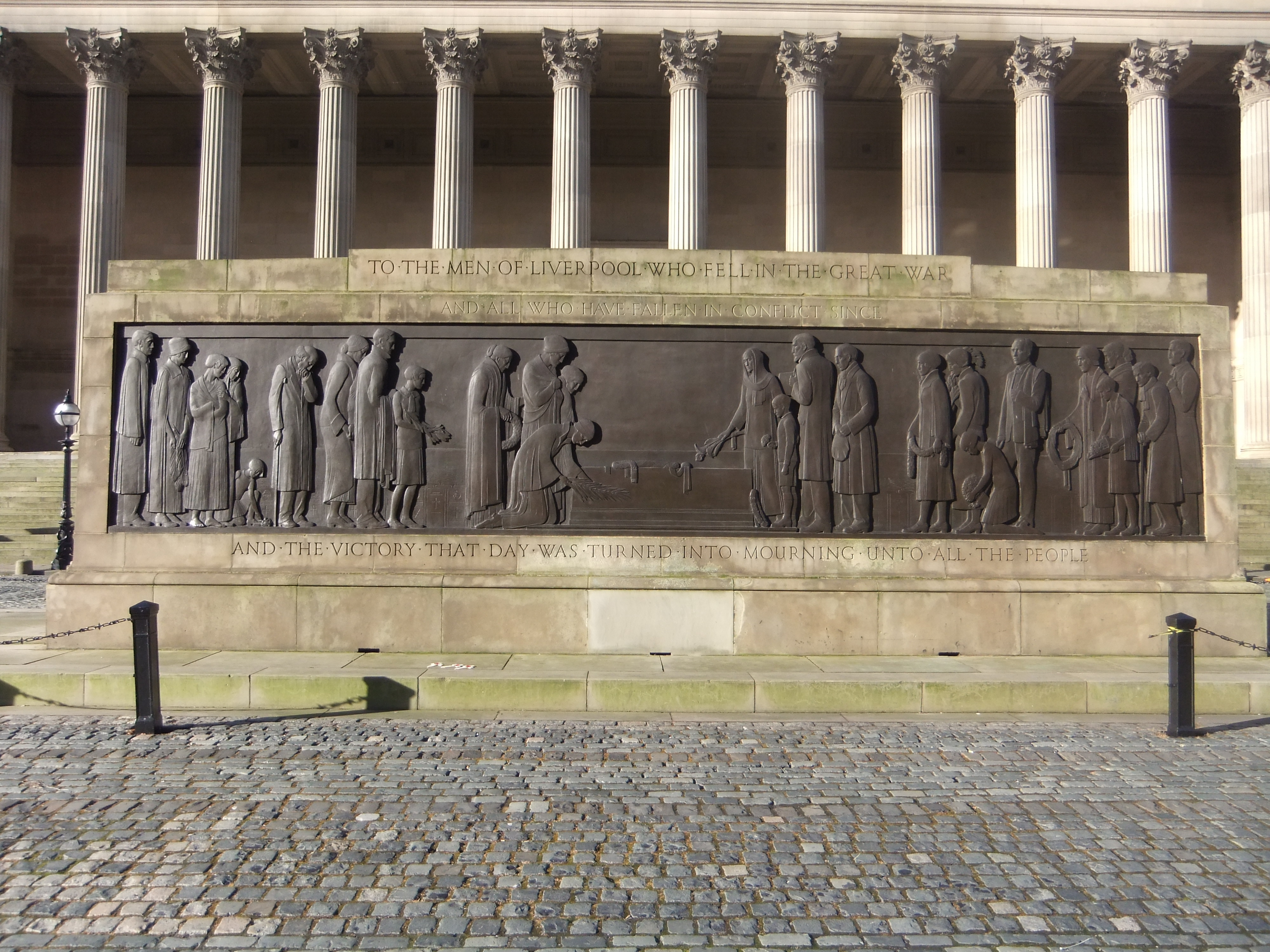
Đài tưởng niệm Liverpool
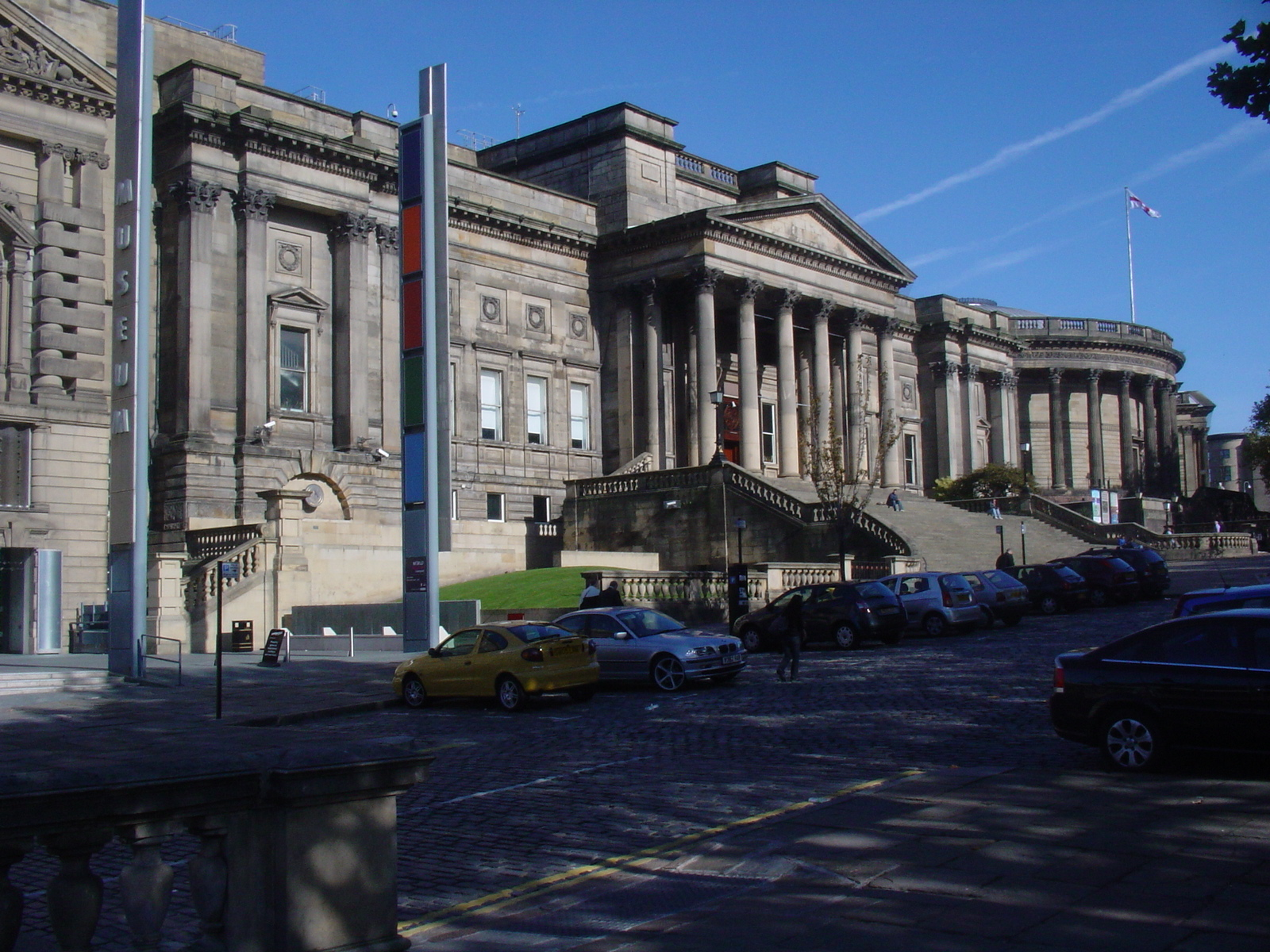
Bảo tàng Thế giới Liverpool
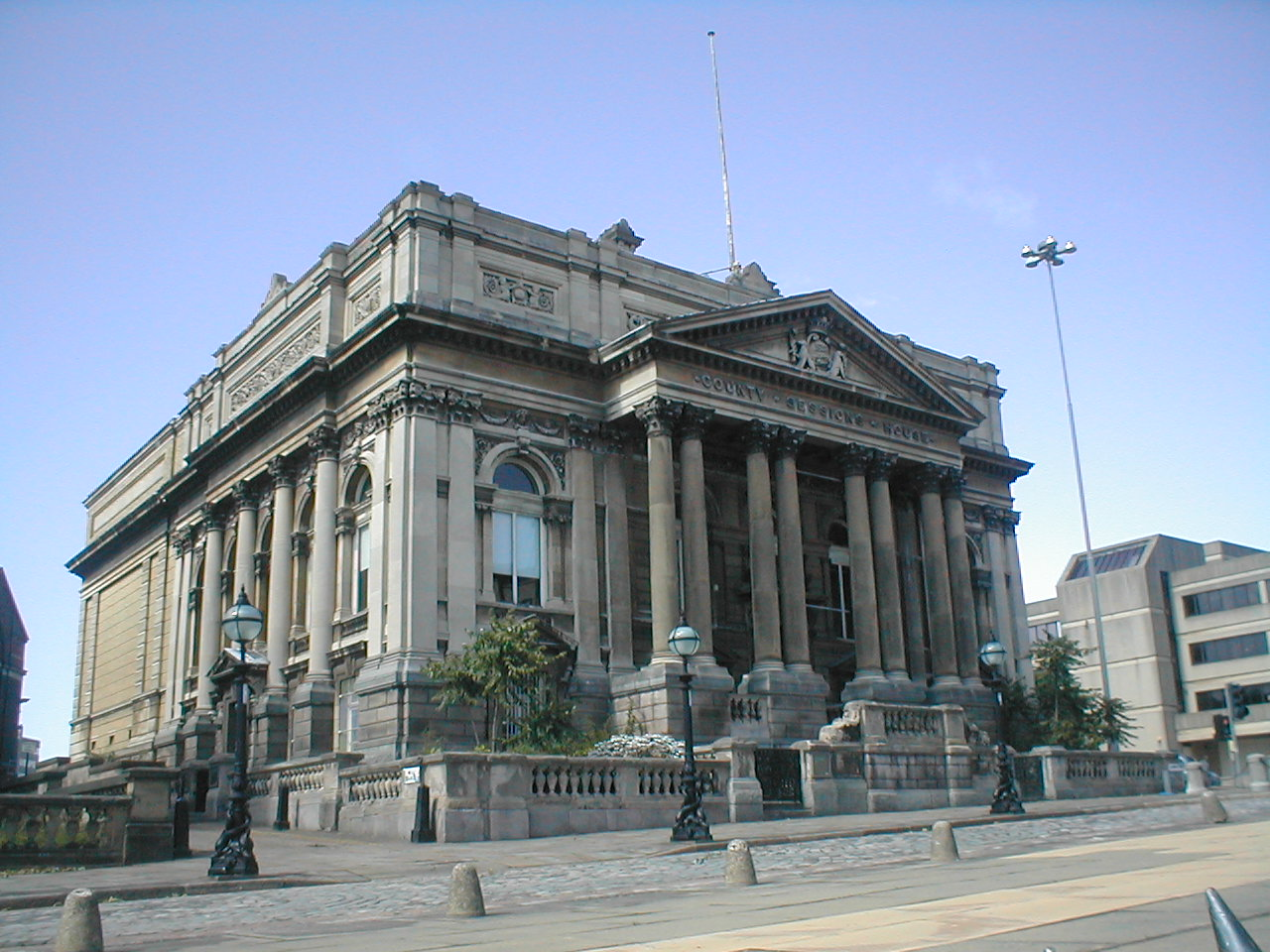
Nhà County Sessions (tòa án hạt)
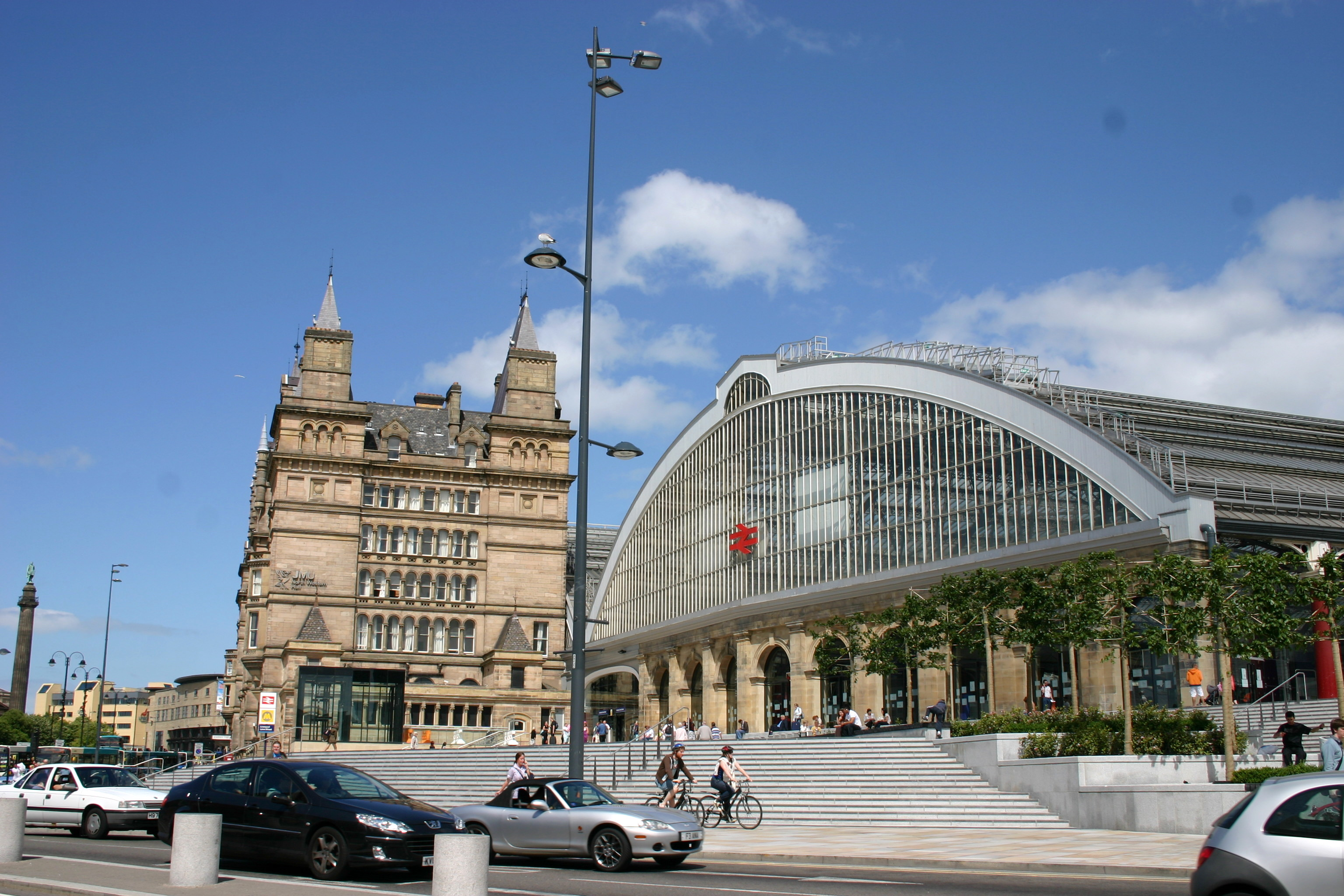
Nhà ga xe lửa Lime Street
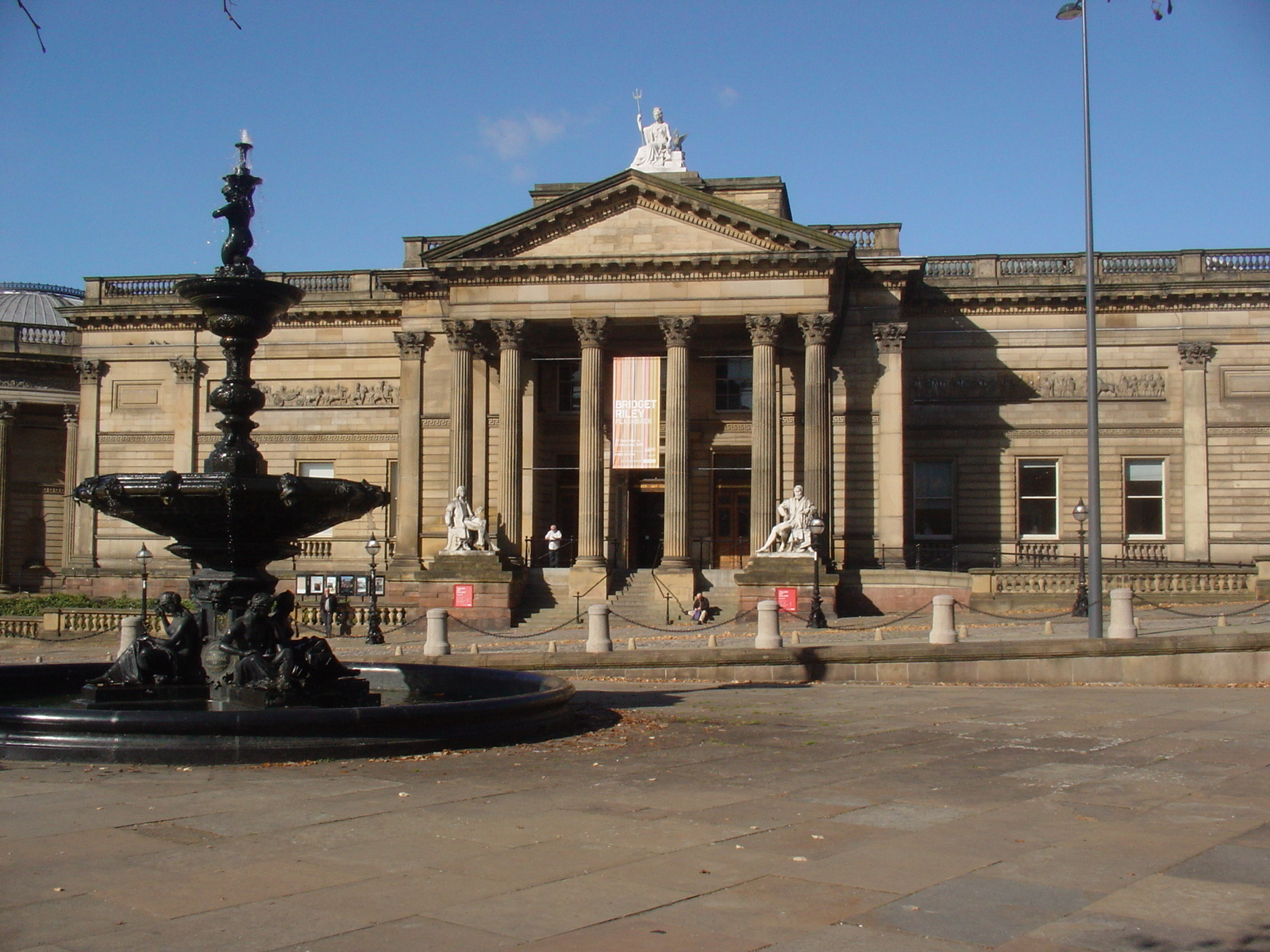
Thư viện Nghệ thuật Walker
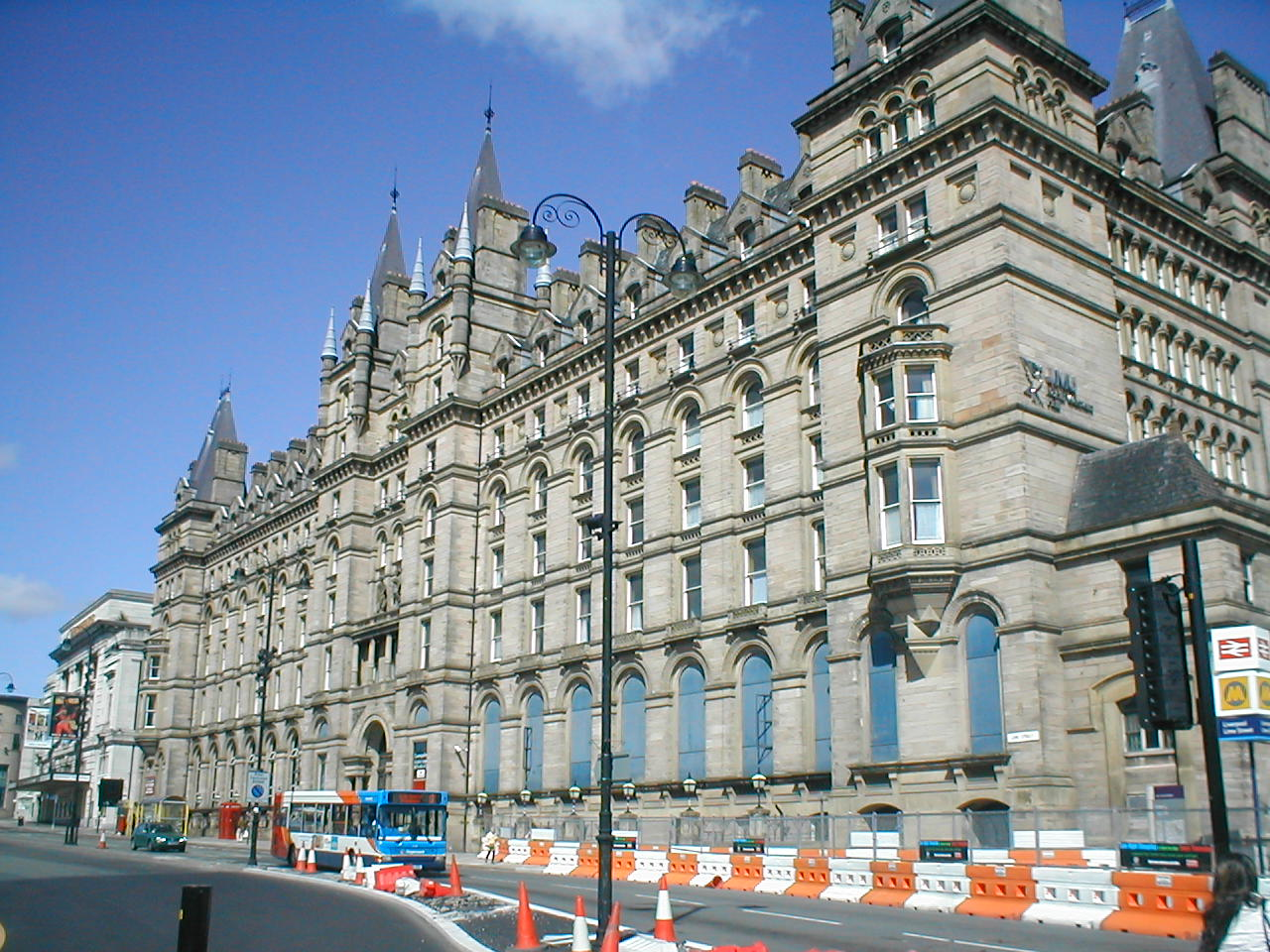
Khách sạn North Western
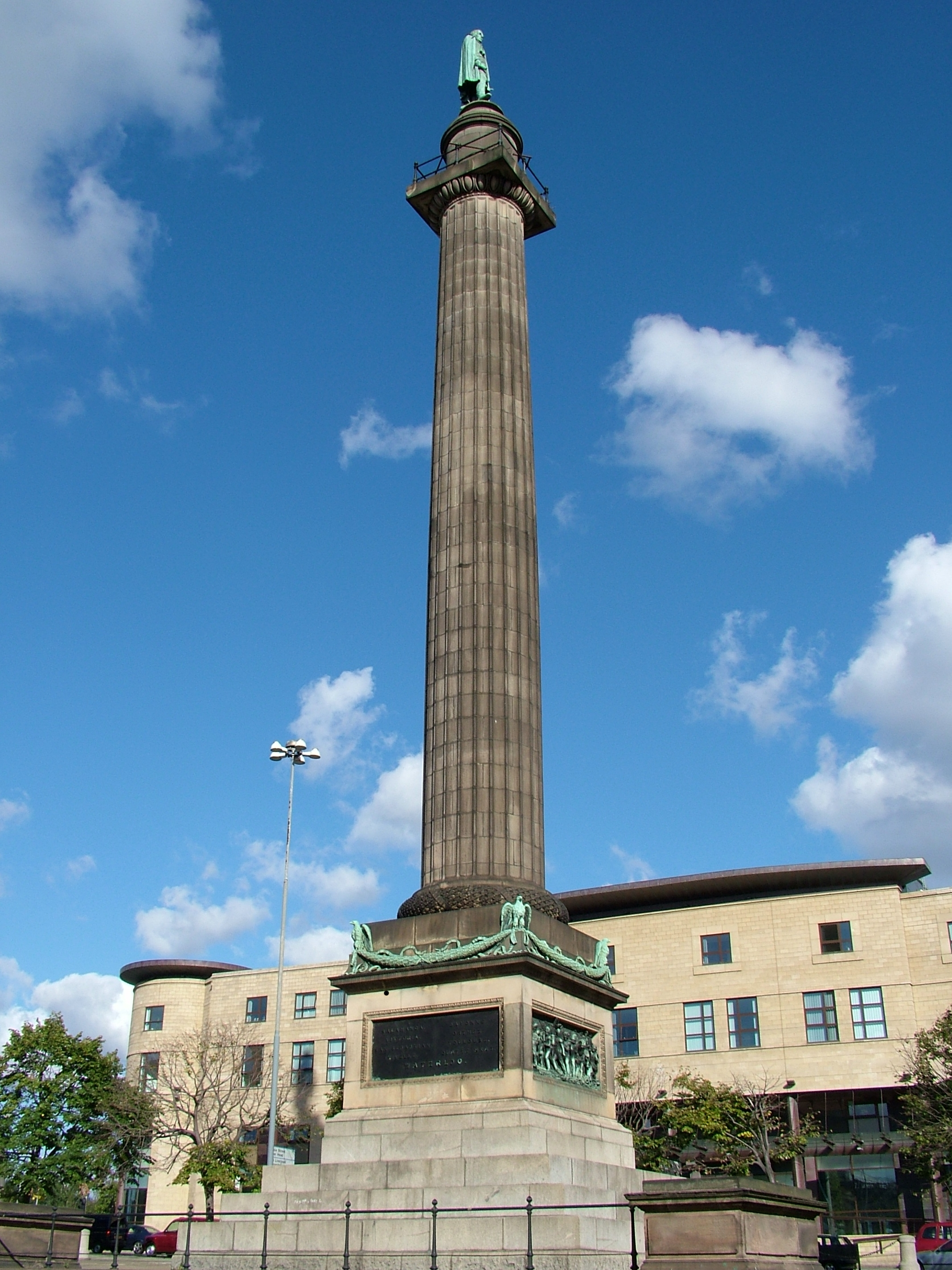
Đài tưởng niệm Wellington

## Đánh giá
Sau khi nhận được đề cử xét công nhận là di sản thế giới vào tháng 1 năm 2003, Hội đồng Quốc tế về Di tích và Di chỉ (ICOMOS) đã đến Liverpool trong tháng 9 năm đó để thực hiện một đánh giá thay mặt cho UNESCO. Đánh giá ICOMOS phân tích thành phố liên quan đến tài liệu đề cử của nó, nhìn vào bốn khía cạnh chính: Bảo tồn; tính xác thực và tính toàn vẹn; đánh giá so sánh và giá trị nổi bật 
- Bảo tồn - Về bảo tồn, ICOMOS đánh giá cao tình trạng của một loạt các tòa nhà từ 18 cho đến thế kỷ 20 được bảo quản trong thành phố, mặc dù trải qua hai cuộc chiến tranh thế giới cùng sự suy giảm đáng kể của nền kinh tế trong những năm 1970. Tuy nhiên, chúng đã thể hiện được tầm quan trọng thông qua việc bảo tồn.
- Tính xác thực và toàn vẹn - ICOMOS hài lòng với cách thức về các lĩnh vực được đề cử đã duy trì hầu hết tính toàn vẹn về lịch sử của thành phố, mặc dù đã có một số dự án tái tạo và phát triển kể từ sau Chiến tranh thế giới thứ hai. Kết cấu đô thị của sáu địa điểm trên có từ thế kỷ 18 đến 20 và các công trình cung cấp một cái nhìn tổng thể về các giai đoạn lịch sử khác nhau của Liverpool.
- Đánh giá so sánh - Là phần đánh giá của ICOMOS về lịch sử hàng hải thành phố Liverpool với các cảng lớn khác trên khắp Vương quốc Anh và thế giới. Họ thấy rằng, Liverpool có giá trị và phẩm chất về một thành phố cảng biển mang ý nghĩa kiến trúc và văn hóa, ảnh hưởng tới nhiều cảng biển và quốc gia khác trên thế giới.
- Giá trị nổi bật - Trong phân tích Thành phố thương cảng Liverpool về giá trị bao quát của nó, ICOMOS đồng tình với hội đồng địa phương rằng, Liverpool là 'dụ tối điển hình của một thương cảng mang tính ảnh hưởng toàn cầu lớn nhất tại nước Anh. Đặc biệt là họ ghi nhận vai trò thành phố buôn bán nô lệ Đại Tây Dương, cùng sự phát triển của công nghệ lắp ráp, vận tải đường sắt, và các hoạt động văn hóa, kiến trúc nổi bật.

Sau khi hoàn thành đánh giá, ICOMOS trở lại trụ sở UNESCO với khuyến nghị rằng khu vực này xứng đáng được công nhận là một di sản thế giới. Đồng thời họ thực hiện một số kiến nghị liên quan đến bảo tồn và phát triển trong tương lai tại các khu vực và vùng đệm. Kết quả là, Thành phố cảng Liverpool đã được công nhận là một di sản thế giới tại kỳ họp thứ 28 của Ủy ban Di sản Thế giới vào năm 2004, theo các tiêu chí văn hóa ii, iii và iv:
- Tiêu chí (ii): "Liverpool là một trung tâm lớn hình thành công nghệ tiên tiến và phương pháp xây dựng bến tàu, quản lý cảng trong thế kỷ 18 và 19. Do đó, thành phố đã đóng góp vào việc xây dựng các hệ thống buôn bán quốc tế trong Khối thịnh vượng chung của Anh.".
- Tiêu chí (iii):. "Thành phố cảng Liverpool là một bằng chứng đặc biệt cho sự phát triển của nền văn hóa giao thương hàng hải trong thế kỷ 18 đến 19, góp phần xây dựng lên của Đế chế Anh. Đó là một trung tâm buôn bán nô lệ, cho đến khi bị bãi bỏ vào năm 1807, và cho những cuộc di cư từ Bắc Âu đến Mỹ. "
- Tiêu chí (iv): "Liverpool là một ví dụ nổi bật của một thành phố cảng thương mại trên thế giới, đại diện cho sự phát triển sớm của thương mại toàn cầu và kết nối văn hóa trên khắp Đế quốc Anh."